# Plusiophaes confusa
Plusiophaes confusa là một loài bướm đêm trong họ Noctuidae.